# Quatuor Flonzaley
Le Quatuor Flonzaley (en anglais : Flonzaley Quartet) est un quatuor à cordes fondé à Manhattan (New York) en 1902. L'ensemble est dissous au début de l'année 1929.

## Membres
- Premier violon : Adolfo Betti (Bagni di Lucca, 21 mars 1875 – Lucques, 2 décembre 1950) ;
- Second violon : Alfred Pochon (Yverdon, 30 juillet 1878 – Lutry, 26 février 1959) ;
- Alto : Ugo Ara (Venise, 1876 – Lausanne, 1er décembre 1936), jusqu'en 1917 ;
  - Louis Bailly (Valenciennes, 13 juin 1882 – Cowansville, Québec, 21 novembre 1974), jusqu'en 1924
  - Félicien d'Archambeau (? – ?), jusqu'en 1925 ;
  - Nicolas Moldavan (Kremenetz, 23 janvier 1891 — New York, 21 septembre 1974), jusqu'à sa dissolution en 1928.
- Violoncelle : Iwan d'Archambeau (Hervé, 1879 – Villefranche-sur-Mer, 29 décembre 1955)[2].

## Histoire
Le quatuor est la création d'Edward J. de Coppet, un banquier nouveau riche, d'origine suisse installé à New York. En 1903, il engage les membres d'origine pour se consacrer entièrement à jouer en quatuor et non pas d'une vue de donner régulièrement des concerts public,,. Ce qui en fait l'un des premiers ensembles à plein temps du genre. Le groupe emprunte son nom de la villa d'été de Coppet, près de Lausanne, en Suisse, où les quatre musiciens répètent pour la première fois. Après une longue période de pratique, le quatuor effectue une tournée Européenne et gagne des éloges pour la perfection de l'ensemble et ses qualités artistiques. Les deux violonistes et l'altiste étaient des élèves du maestro Belge, César Thomson à Liège, un ami de Coppet. Alfred Pochon avait été l'assistant de Thomson en 1898 au Conservatoire de Bruxelles et second violon du quatuor Thomson. Ce dernier a également enseigné aux membres d'un groupe pionniers de musique de chambre américain contemporain, le Quatuor Zoellner.
Le virtuose Adolfo Betti, le premier violon, avait été dans la classe de Thomson à Liège, tout comme l'altiste Ugo Ara. Le violoncelliste, Iwan d'Archambeau, le fils du compositeur Jean-Michel d'Archambeau (1823–1899), s'est formé au Conservatoire de Verviers, auprès d'Alfred Massau.
L'ensemble est d'abord entendu à New York, dans le salon privé du mécène et lors de concerts de charité, dès l'automne de 1904, mais ne donne pas de concert public aux États-Unis avant celui de la salle de musique de chambre du Carnegie Hall, le 5 décembre 1905. Après cette date, bien que basé en Amérique, il se produit régulièrement en alternance entre l'Europe et l'Amérique. Les membres ont adhéré au principe d'origine de ne pas accepter d'engagement extérieur et de ne pas avoir d'élèves, pour se consacrer entièrement au quatuor, ce qui a pu maintenir une position de supériorité reconnue dans leur domaine.
En 1914, le groupe a commandé une œuvre à Igor Stravinsky, qui devait devenir ses Trois Pièces pour quatuor à cordes (création à Chicago, le 8 novembre 1915). Quelques années plus tard, Alfred Pochon lui commande également le  « Concertino » pour quatuor à cordes (1920), œuvre en un seul mouvement. Le quatuor assure également la création des premiers Quatuors d'Ernst Bloch (1916) et d'Enesco (1920), que le musicien roumain dédie « au Quatuor Flonzaley ».
Alors que Edward de Coppet meurt en 1916, son fils, André, veille à maintenir le quatuor. L'altiste d'origine, Ugo Ara quitte l'ensemble pour rejoindre l'armée italienne, imposant son remplacement. Il est remplacé par Louis Bailly, formé au Conservatoire de Paris, et qui avait joué avec les quatuors Capet et Geloso. En 1924, Louis Bailly engagé au Curtis Institute permet le bref retour d'Ugo Ara, que sa santé fragile oblige à se désister au profit de Felicien d'Archambeau qui assure l’intérim. En 1925, il est remplacé par Nicolas Moldavan, formé à Odessa et à Saint-Pétersbourg puis émigré aux États-Unis en 1918. Il joue plus tard au sein du Quatuor Lenox et le Quatuor Stradivarius fondé avec Alfred Pochon, dès mai 1929.
Le quatuor s'est produit dans le monde entier jusqu'à sa dissolution en 1929, dans plus de 3000 concerts, dont environ 400 dans les villes américaines et le reste en Europe. 
L'un de leurs derniers concerts publics est donné à L'hôtel de Ville de Manhattan, à New York le 17 mars 1929. Leur concert d'adieu est radiodiffusé sur la station de WEAF (maintenant WFAN), le 7 mai 1929.

## Enregistrements
Dès 1913 et jusqu'en 1929, le Quatuor Flonzaley fait plusieurs enregistrements acoustiques puis électriques, pour la Victor Talking Machine Company. Ils enregistrent conjointement avec deux pianistes pour les quintettes du répertoire romantique : Ossip Gabrilovitsch, un élève de Rubinstein, Liadov et Leszetycki et Harold Bauer, pianiste de Casals, d'Ysaÿe, Thibaut et Huberman. Parmi leurs enregistrements :
- Beethoven, Quatuor op. 18 n° 2 (10-11 janvier 1926, Victor V 1218-21/DA 851-854).
- Beethoven, Quatuor en mi bémol majeur op. 127 (29 avril/1-3 mai 1929, Victor V 7629-33 / HMV DB 1377-81).
- Beethoven, Quatuor en fa majeur op. 135 (30 décembre 1926/3-4 janvier 1927, Victor 1122 à 1125 V/DA 847-850).
- Brahms, Quintette en fa mineur op 34 - avec Harold Bauer, piano (21/23 décembre 1925, Victor V 6571-5 / HMV DB 970-4).
- Dohnányi, Quatuor n° 2 en ré bémol majeur op. 15 (20 octobre 1927, Victor V 7354-6 / HMV DB 1135-7).
- Haydn, Quatuor en ré majeur op. 64 n° 5 « l'Alouette » (18 décembre 1928, Victor V 7650-1).
- Mozart, Quatuor en ré mineur K. 421 (30 avril/2 mai 1929, Victor V 7607-8 / HMV DB 1357-8).
- Mozart, Quatuor en ré majeur K. 575 (20-22 octobre 1927, DA 947-9 — Victor 'V 1585-7' non publié ?).
- Schubert, Quatuor en sol majeur op. 161 (19-20 décembre 1929, Victor V 7475-8 / HMV DB 1373-6).
- Schumann, Quintette en mi bémol majeur op 44 avec Ossip Gabrilowitsch, piano (20-21 décembre 1927, Victor V 8092-5 / HMV DB 1191-4).
- Smetana, Quatuor n° 1 en mi mineur (18 mars 1929, Victor V 7130-2/ HMV DB 1359-61).

Rééditions modernes :
- Biddulph Recordings en 1993 et 1994, a consacré plusieurs coffrets aux Flonzaley : Schubert, Mendelssohn, Schumann, Brahms (LAB 072-073)[10] et Haydn, Mozart, Beethoven (LAB 089-090)[11],[12].